# Караойский сельский округ (Жамбылская область)
Карао́йский се́льский окру́г (каз. Қараой ауылдық округі) — административная единица в составе Жамбылского района Жамбылской области Казахстана.
Административный центр — село Сулутор.

## История
В 1989 году существовал как Караойский сельсовет в составе 6 населённых пунктов: сёла Жидели (ныне — в составе Г. А. Тараз), Караой, Кольтоган, Октябрь (ныне — Кемел), Пригородное (административный центр, ныне — Сулутор), Седовка (ныне — упразднено).
В периоде 1991—1998 годов:
- Караойский сельсовет был преобразован в сельский округ согласно реформам административно-территориального устройства Республики Казахстан;
- село Кольтоган было передано в состав Кумшагалского сельского округа;
- село Седовка было отнесено к категориям иных поселений и ликвидировано как самостоятельный населённый пункт.

Постановлением акимата Жамбылской области от 23 ноября 2011 года № 391 и решением Жамбылского областного маслихата Жамбылской области от 7 декабря 2011 года № 41-9 «Об изменении административного подчинения населенных пунктов и границ аульных округов», — населённый пункт Жидели был передан в административное подчинение городской администрации Тараз.
Постановлением акимата Жамбылской области от 29 декабря 2017 года № 312 и решением маслихата Жамбылской области от 25 января 2018 года № 20-5 «О переименовании сельского округа и некоторых сел Жамбылской области», — село Октябрь было переименовано в село Кеме́л.
Совместным постановлением акимата Жамбылской области от 29 июля 2022 года № 165 и решением Жамбылского областного маслихата от 29 июля 2022 года № 19-5 «О переименовании некоторых населенных пунктов Жамбылской области», — село Пригородное было переименовано в село Сулуто́р.

## Население
| Численность населения | Численность населения | Численность населения |
| 1989                  | 1999                  | 2009                  |
| --------------------- | --------------------- | --------------------- |
| 4211                  | ↗4353                 | ↗5158                 |

## Состав
| № | Населённый пункт | Тип населённого пункта       | Население, 1989 | Население, 1999 | Население, 2009 |
| - | ---------------- | ---------------------------- | --------------- | --------------- | --------------- |
| 1 | Кемел            | село                         | 161             | ↗186            | ↗216            |
| 2 | Сулутор          | село, административный центр | 2 945           | ↗3 586          | ↘4 500          |